# 1-ша гвардійська мотострілецька дивізія (СРСР)
1-ша гвардійська мотострілецька Пролетарська Московсько-Мінська ордена Леніна двічі Червонопрапорна орденів Суворова і Кутузова дивізія (1 гв. МСД, в/ч 18885) — військове з'єднання мотострілецьких військ Радянської армії, а згодом Росії, що існувало у 1957—2002 роках. Дивізія створена 25 червня 1957 року, як 1-ша мотострілецька Мінська ордена Леніна Червонопрапорна, орденів Суворова і Кутузова дивізія на основі 1-ї гвардійської стрілецької дивізії у місті Калінінград, Калінінградська область. Протягом Холодної війни, дивізія відносилась до боєготових й утримувалася на рівні 64% (8000 осіб) від повної штатної чисельності зі скороченим парком техніки.
У 1992 році, після розпаду СРСР, дивізія перейшла під юрисдикцію Російської Федерації і згодом була переформована на 7-му окрему гвардійську мотострілецьку бригаду.

## Історія
Створена 25 червня 1957 року, як 1-ша мотострілецька Мінська ордена Леніна Червонопрапорна, орденів Суворова і Кутузова дивізія на основі 1-ї гвардійської стрілецької дивізії у місті Калінінград, Калінінградська область.
У червні 1959 року 171-й гвардійський мотострілецький полк було розформовано та замінено на 12-й гвардійський мотострілецький полк.
У 1960 році 20-й важкий танковий полк було перетворено на звичайний танковий полк та перейменовано на 20-й танковий полк.
Реорганізація 19 лютого 1962 року:
- створено 79-й окремий ремонтно-відновлювальний батальйон
- створено 326-й окремий ракетний дивізіон

Від 30 березня 1967 року дивізія успадкувала традиції, почесті та нагороди від 1-ї стрілецької Пролетарської Московської Червонопрапорної дивізії, та була перейменована на 1-шу гвардійську мотострілецьку Пролетарську Московсько-Мінську ордена Леніна двічі Червонопрапорну орденів Суворова та Кутузова дивізію.
У 1968 році 213-й окремий гвардійський саперний батальйон було перейменовано на 213-й окремий гвардійський інженерно-саперний батальйон, а 545-й зенітний артилерійський полк було перейменовано на 36-й зенітний артилерійський полк.
У 1972 році 000 окрему роту хімічного захисту було розгорнуто у 245-й окремий батальйон хімічного захисту.
Реорганізація 15 листопада 1972 року:
- створено 426-й окремий протитанковий артилерійський дивізіон
- створено 000 окремий реактивний артилерійський полк — включений до складу артилерійського полку в травні 1980

У 1980 році 119-й окремий автомобільний транспортний батальйон було перейменовано на 400-й окремий батальйон матеріального забезпечення.
У березні 1985 року 12-й гвардійський мотострілецький полк було направлено до Афганістану та замінено новим, 609-м мотострілецьким полком.
Від 20 липня 1988 року 326-й окремий ракетний дивізіон було включено до складу нової 463-ї ракетної бригади.
У 1992 році, після розпаду СРСР, дивізія перейшла під юрисдикцію Російської Федерації і згодом була переформована на 7-му окрему гвардійську мотострілецьку бригаду.

## Структура
Протягом історії з'єднання його структура та склад неодноразово змінювались.

### 1957
- 167-й гвардійський мотострілецький полк (Калінінград, Калінінградська область)
- 169-й гвардійський мотострілецький полк (Калінінград, Калінінградська область)
- 171-й гвардійський мотострілецький полк (Калінінград, Калінінградська область)
- 20-й важкий танковий полк (Долгоруково, Калінінградська область)
- 35-й гвардійський артилерійський полк (Калінінград, Калінінградська область)
- 545-й зенітний артилерійський полк (Калінінград, Калінінградська область)
- 19-й окремий гвардійський розвідувальний батальйон (Долгоруково, Калінінградська область)
- 213-й окремий гвардійський саперний батальйон (Калінінград, Калінінградська область)
- 81-й окремий гвардійський батальйон зв'язку (Калінінград, Калінінградська область)
- 000 окрема рота хімічного захисту (Калінінград, Калінінградська область)
- 363-й окремий санітарно-медичний батальйон (Калінінград, Калінінградська область)
- 119-й окремий автомобільний транспортний батальйон (Калінінград, Калінінградська область)

### 1960
- 12-й гвардійський мотострілецький полк (Гвардєйськ, Калінінградська область)
- 167-й гвардійський мотострілецький полк (Калінінград, Калінінградська область)
- 169-й гвардійський мотострілецький полк (Калінінград, Калінінградська область)
- 20-й танковий полк (Долгоруково, Калінінградська область)
- 35-й гвардійський артилерійський полк (Калінінград, Калінінградська область)
- 545-й зенітний артилерійський полк (Калінінград, Калінінградська область)
- 19-й окремий гвардійський розвідувальний батальйон (Долгоруково, Калінінградська область)
- 213-й окремий гвардійський саперний батальйон (Калінінград, Калінінградська область)
- 81-й окремий гвардійський батальйон зв'язку (Калінінград, Калінінградська область)
- 000 окрема рота хімічного захисту (Калінінград, Калінінградська область)
- 363-й окремий санітарно-медичний батальйон (Калінінград, Калінінградська область)
- 119-й окремий автомобільний транспортний батальйон (Калінінград, Калінінградська область)

### 1970
- 12-й гвардійський мотострілецький полк (Гвардєйськ, Калінінградська область)
- 167-й гвардійський мотострілецький полк (Калінінград, Калінінградська область)
- 169-й гвардійський мотострілецький полк (Калінінград, Калінінградська область)
- 20-й танковий полк (Долгоруково, Калінінградська область)
- 35-й гвардійський артилерійський полк (Калінінград, Калінінградська область)
- 36-й зенітний артилерійський полк (Калінінград, Калінінградська область)
- 326-й окремий ракетний дивізіон (Калінінград, Калінінградська область)
- 19-й окремий гвардійський розвідувальний батальйон (Долгоруково, Калінінградська область)
- 213-й окремий гвардійський інженерно-саперний батальйон (Калінінград, Калінінградська область)
- 81-й окремий гвардійський батальйон зв'язку (Калінінград, Калінінградська область)
- 000 окрема рота хімічного захисту (Калінінград, Калінінградська область)
- 79-й окремий ремонтно-відновлювальний батальйон (Калінінград, Калінінградська область)
- 363-й окремий санітарно-медичний батальйон (Калінінград, Калінінградська область)
- 119-й окремий автомобільний транспортний батальйон (Калінінград, Калінінградська область)

### 1980
- 12-й гвардійський мотострілецький полк (Гвардєйськ, Калінінградська область)
- 167-й гвардійський мотострілецький полк (Калінінград, Калінінградська область)
- 169-й гвардійський мотострілецький полк (Калінінград, Калінінградська область)
- 20-й танковий полк (Долгоруково, Калінінградська область)
- 35-й гвардійський артилерійський полк (Калінінград, Калінінградська область)
- 36-й зенітний ракетний полк (Калінінград, Калінінградська область)
- 326-й окремий ракетний дивізіон (Калінінград, Калінінградська область)
- 426-й окремий протитанковий артилерійський дивізіон (Калінінград, Калінінградська область)
- 19-й окремий гвардійський розвідувальний батальйон (Долгоруково, Калінінградська область)
- 213-й окремий гвардійський інженерно-саперний батальйон (Калінінград, Калінінградська область)
- 81-й окремий гвардійський батальйон зв'язку (Калінінград, Калінінградська область)
- 245-й окремий батальйон хімічного захисту (Калінінград, Калінінградська область)
- 79-й окремий ремонтно-відновлювальний батальйон (Калінінград, Калінінградська область)
- 363-й окремий медичний батальйон (Калінінград, Калінінградська область)
- 400-й окремий батальйон матеріального забезпечення (Калінінград, Калінінградська область)

### 1988
- 167-й гвардійський мотострілецький полк (Калінінград, Калінінградська область)
- 169-й гвардійський мотострілецький полк (Калінінград, Калінінградська область)
- 609-й гвардійський мотострілецький полк (Гвардєйськ, Калінінградська область)
- 20-й танковий полк (Долгоруково, Калінінградська область)
- 35-й гвардійський самохідний артилерійський полк (Калінінград, Калінінградська область)
- 36-й зенітний ракетний полк (Калінінград, Калінінградська область)
- 326-й окремий ракетний дивізіон (Калінінград, Калінінградська область)
- 426-й окремий протитанковий артилерійський дивізіон (Калінінград, Калінінградська область)
- 19-й окремий гвардійський розвідувальний батальйон (Долгоруково, Калінінградська область)
- 213-й окремий гвардійський інженерно-саперний батальйон (Калінінград, Калінінградська область)
- 81-й окремий гвардійський батальйон зв'язку (Калінінград, Калінінградська область)
- 245-й окремий батальйон хімічного захисту (Калінінград, Калінінградська область)
- 79-й окремий ремонтно-відновлювальний батальйон (Калінінград, Калінінградська область)
- 363-й окремий медичний батальйон (Калінінград, Калінінградська область)
- 400-й окремий батальйон матеріального забезпечення (Калінінград, Калінінградська область)

## Розташування
- Штаб: 54 40 54N, 20 33 05E
- Долгоруковські казарми: 54 24 55N, 20 31 19E (20-й танковий полк та 19-й окремий гвардійський розвідувальний батальйон)
- Гвардійські казарми: 54 39 02N, 21 04 28E (609-й мотострілецький полк)
- Калінінград-34 казарми: 54 40 59N, 20 33 48E (решта дивізії) - велика зона казарм (2 км довжиною, та частково на обох сторонах вулиці Підполковника Ємельянова)

## Оснащення
Оснащення на 19.11.90 (за умовами УЗЗСЄ):
- Штаб дивізії: 1 ПРП-3, 1 Р-145БМ, 2 Р-156БТР та 2 ПУ-12
- 167-й гвардійський мотострілецький полк: 10 Т-72, 4 БМП-2, 2 БРМ-1К, 2 БМП-1КШ, 3 ПРП-3, 3 Р-145БМ, 3 ПУ-12, 1 БРЕМ та 1 МТ-55А
- 169-й гвардійський мотострілецький полк: 10 Т-72, 4 БМП-2, 2 БРМ-1К, 2 ПРП-3, 7 Р-145БМ, 3 ПУ-12, 2 МТП-2 та 2 МТУ-20
- 609-й мотострілецький полк: 15 Т-72, 4 БМП-2, 2 БРМ-1К, 2 ПРП-3 та 5 Р-145БМ
- 20-й танковий полк: 31 Т-72, 14 БМП-2, 2 БРМ-1К, 2 БМП-1КШ, 2 ПРП-3, 3 РХМ, 4 Р-145БМ, 2 ПУ-12, 1 МТУ-20 та 1 МТ-55А
- 35-й гвардійський самохідний артилерійський полк: 12 БМ-21 «Град», 5 ПРП-3, 3 1В18, 1 1В19, 2 Р-146БМ та 1 Р-156БТР
- 36-й зенітний ракетний полк: ЗРК «Оса» (SA-8) та 2 Р-145БМ
- 426-й окремий протитанковий артилерійський дивізіон: 15 МТ-ЛБТ
- 19-й окремий гвардійський розвідувальний батальйон: 10 БМП-2, 7 БРМ-1К, 2 Р-145БМ та 1 Р-156БТР
- 81-й окремий гвардійський батальйон зв'язку: 13 Р-145БМ та 1 Р-156БТР
- 213-й окремий гвардійський інженерно-саперний батальйон: 1 ІМР та 2 УР-67